# Maggie – Az átalakulás
A Maggie – Az átalakulás (eredeti cím: Maggie) 2015-ben bemutatott amerikai-svájci poszt-apokaliptikus filmdráma Henry Hobson rendezésében. A forgatókönyvet John Scott írta, a főszerepben Arnold Schwarzenegger, Abigail Breslin és Joely Richardson látható.
A film Schwarzenegger második horror kategóriájú filmje, az első az Ítéletnap (1999) volt.

## Rövid történet
A tinédzserlány Maggie-t megfertőzi egy vírusos betegség, amely lassan emberevő zombivá változtatja őt. Átváltozása alatt szerető apja végig mellette áll, s amennyire csak lehet támogatni próbálja őt. Amikor azonban eljön az idő, a szabályok szerint karanténba kell küldenie.

## Szereplők
| Színész               | Szereplő       | Magyar hang     |
| --------------------- | -------------- | --------------- |
| Arnold Schwarzenegger | Wade Vogel     | Gáti Oszkár     |
| Abigail Breslin       | Maggie Vogel   | Pekár Adrienn   |
| Joely Richardson      | Caroline Vogel | Orosz Anna      |
| Douglas M. Griffin    | Ray            | Holl Nándor     |
| J.D. Evermore         | Holt           | Dányi Krisztián |
| Rachel Whitman Groves | Bonnie         | Németh Kriszta  |